# Vịnh Đông Triều Tiên
Vịnh Đông Triều Tiên là một vịnh ở Cộng hòa Dân chủ Nhân dân Triều Tiên và là sự ăn sâu tự nhiên vào đất liền của biển Nhật Bản. Nó nằm giữa các đạo (tỉnh) Hamgyong Nam (Hàm Kính Nam) và Kangwon (Giang Nguyên) của Bắc Triều Tiên.